# Thaumastognathia orectognathus
Thaumastognathia orectognathus is een pissebed uit de familie Gnathiidae. De wetenschappelijke naam van de soort is voor het eerst geldig gepubliceerd in 1994 door Cohen & Gary C.B. Poore.